# پیلا (ناحیه کارلووی واری)
پیلا (به چکی: Pila) یک منطقهٔ مسکونی در جمهوری چک است که در ناحیه کارلووی واری واقع شده‌است. پیلا ۷٫۱ کیلومتر مربع مساحت و ۴۶۰ نفر جمعیت دارد و ۵۵۰ متر بالاتر از سطح دریا واقع شده‌است.